# Ministério da Cultura e Turismo (Azerbaijão)
O Ministério da Cultura e Turismo da República do Azerbaijão (em azeri:  Аzərbаycаn Rеspubliкаsının Mədəniyyət və Turizm Nazirliyi) é uma agência governamental vinculada ao Gabinete do Azerbaijão, responsável pela regulamentação das atividades, desenvolvimento do turismo no Azerbaijão e promoção da cultura do Azerbaijão.

## História
O ministério foi criado em maio de 1953, com a finalidade de preservação, desenvolvimento e promoção da cultura do Azerbaijão e artes azeris. A implementação incluiu a agência de programas culturais locais e internacionais, projetos e realização de eventos em vários países. Os objetivos eram a preservação e proteção dos monumentos históricos e imóveis, sua renovação e uso; modernização de bibliotecas e museus; proteção e promoção do folclore do Azerbaijão; desenvolvimento de clubes culturais, resorts e parques; revitalização do turismo e cinema; desenvolvimento do teatro, musical e outras formas de artes; publicações acerca da cultura e turismo no Azerbaijão; e outras políticas da área.
Em 30 de janeiro de 2006, o então presidente do Azerbaijão, Ilham Aliyev, por um decreto datado do mesmo tempo, renomeou o Ministério da Cultura para Ministério da Cultura e Turismo, uma vez que o Ministério da Juventude, Esportes e Turismo havia sido extinto. Assim, o Ministério da Cultura incorporou parte das regulamentações antes subordinadas ao extinto ministério, resultando em seu formato atual. O Ministério da Juventude, Esportes e Turismo foi extinto pelo Presidente da República do Azerbaijão em 18 de abril de 2006, pelo Decreto n.º 393.

## Organização
O ministério é dirigido pelo ministro, com três vice-ministros. As principais funções do ministério são a implementação das políticas estatais no setor do turismo e a promoção da cultura do Azerbaijão; formulação e implementação de estratégias de curto, médio e longo prazo e programas de atividades no setor cultural; além da criação de condições para que todos os cidadãos contribuam para o desenvolvimento cultural no Azerbaijão. A produção e regulamentação de filmes no país, que antes era uma atividade somente do Ministério da Cultura e Turismo, agora está a ser compartilhada com o Ministério das Comunicações e Alta Tecnologia, quando se trata do uso da tecnologia na produção dos curta-metragens.